# Paris Bar

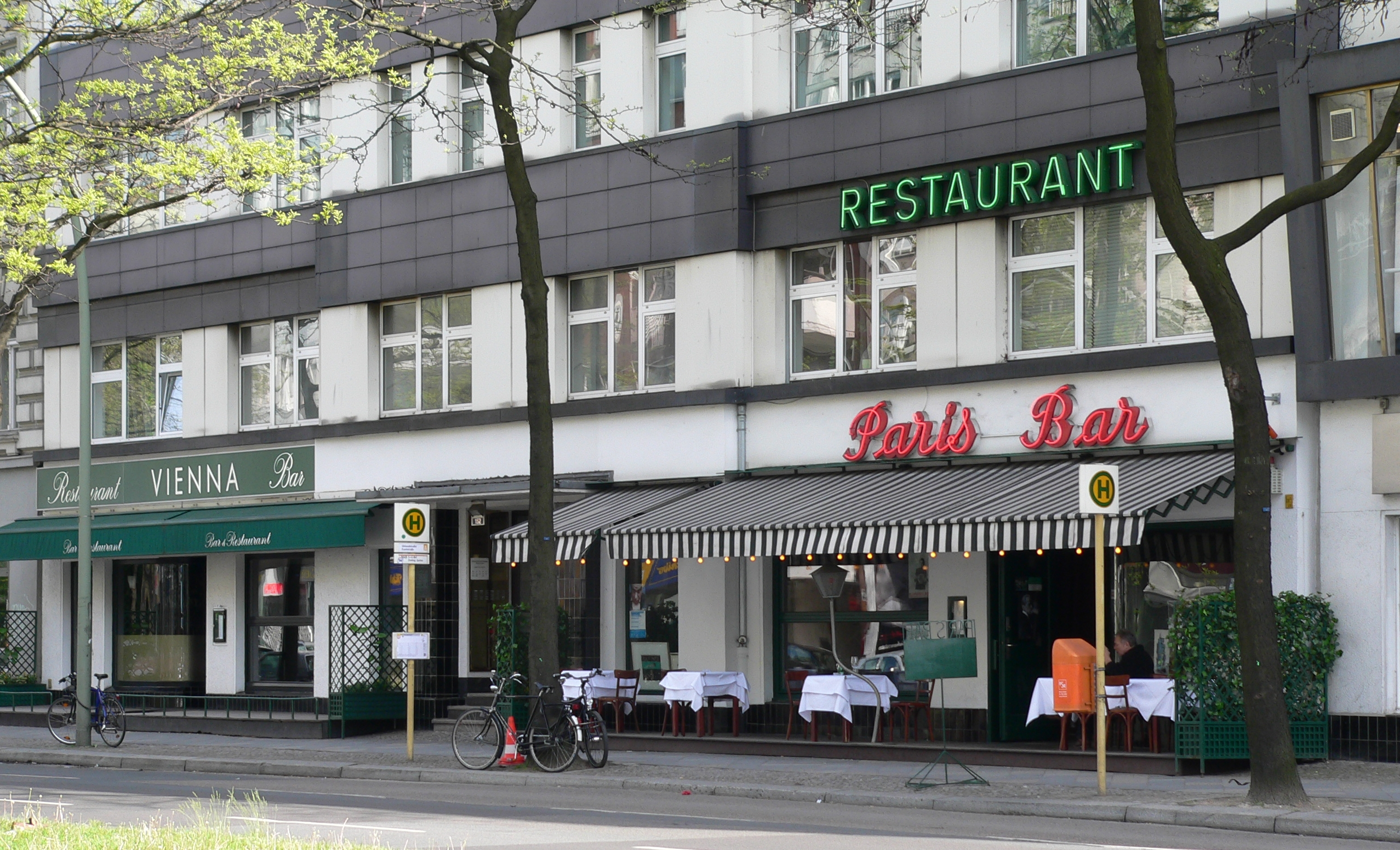
Die Paris Bar an der Kantstraße, 2010

Die Paris Bar ist eine Bar und ein Restaurant im Berliner Ortsteil Charlottenburg an der Kantstraße 152 in der Nähe des Savignyplatzes. Bekannt ist die Bar, die als „das wichtigste Künstlerlokal Deutschlands“ bezeichnet wurde, vor allem wegen ihrer hohen Prominentendichte aus nationaler und internationaler Kunst- und Filmszene sowie für die Tradition, dass Künstler ihre Rechnungen mitunter statt in bar mit eigenen Kunstwerken bezahlten, die dann in Petersburger Hängung an den Wänden Platz fanden. Betrieben wurde das Lokal bis zu dessen Tod am 15. März 2023 vom österreichischen Künstler und Gastronom Michel Würthle.

## Geschichte
Gegründet wurde die Paris Bar im Jahr 1950 von Jean Coupy, einem ehemaligen Koch der französischen Besatzungstruppen der Stadt. In den ersten Jahren waren die Gäste vorwiegend Kunststudenten der nahen Kunsthochschule, „von denen viele es später zu etwas gebracht haben.“
Coupy fehlten besonders die Speisen aus seiner französischen Heimat. So servierte er vor allem „Zwiebelsuppe, Salade niçoise, Gaänsestopfleber.“ In den folgenden Jahren wurde das Lokal vor allem „als gehobenes Bohème- und Studentenlokal“ bekannt und erwarb sich den Ruf als „Wohnzimmer der Berliner Bohème“. Stammkunden waren vor allem Künstler, Architekten oder Dozenten der Kunsthochschule.
1979 wurde die Bar von Michel Würthle und Reinhald Nohal übernommen, die in Kreuzberg das Exil betrieben hatten. Den Tipp zum Kauf des neuen Restaurants in Charlottenburg bekamen sie von Otto Schily, später Bundesinnenminister, der „die beiden Österreicher aus bewegten Kreuzberger Zeiten“ kannte. Stammgäste des Exil wie Joseph Beuys, der mit dem Verkauf einer Skulptur seinerzeit das Startkapital des Kreuzberger Lokals besorgt hatte, besuchten danach auch regelmäßig die Paris Bar.
Bekannt wurde das Lokal in den Folgejahren besonders durch seine Stammkunden aus der nationalen und internationalen Kunst- und Kulturszene, besonders während der Berlinale, der Berlin Art Week oder der Berlin Fashion Week sowie durch damit verbundene Anekdoten. So soll Pop-Sängerin Madonna bei einem Besuch auf die Mitteilung, dass der von ihr gewählte Tisch für Gina Lollobrigida reserviert sei, mit den Worten „Who the fuck is Gina Lollobrigida?“ reagiert und sich einfach an den Tisch gesetzt haben. Schauspieler Otto Sander und Friseur Udo Walz lieferten sich auf der Terrasse vor dem Haus einen kleinen Wettstreit, wer von beiden der Prominentere sei, indem sie Passanten fragten. Walz gewann mit 96 zu 92, sodass Sander die Rechnung übernahm. Musikjournalist Chris Hodenfield führte 1979 in der Paris Bar ein Interview mit David Bowie und Iggy Pop, die während ihrer Berliner Zeit hier regelmäßig einkehrten.
Im Jahr 2005 musste das Lokal Insolvenz anmelden, die aber „durch den Verkauf eines Gemäldes von Martin Kippenberger, das man von der Wand nahm“, aufgefangen werden konnte. 2011 wurden Würthle und Nohal wegen Steuerhinterziehung zu Geld- und Bewährungsstrafen verurteilt. Nohal stieg daraufhin aus und arbeitete danach als Künstler und Autor. Würthle blieb Betreiber, übergab die Geschäftsführung allerdings an Ernst Arno Baur.
Nohal starb 2022 im Alter von 84 Jahren, Würthle 2023 im Alter von 79 Jahren.

## Die Paris Bar als künstlerisches Motiv
Der Künstler Martin Kippenberger ließ im Zeitraum ab 1992 drei Gemälde von Innenansichten der Paris Bar anfertigen, auf denen die dort ausgestellten Werke in der Art eines Galeriebildes dargestellt werden. Im August 2023 entschied das Landgericht München I auf Klage des Malers Götz Valien, dieser habe die Werke nicht als bloßer Ausführender angefertigt, sondern ihm sei dabei ein „hinreichend großer Spielraum für eine eigenschöpferische Leistung“ verblieben, sodass er als Miturheber des Werks genannt werden müsse. Die erste Version des Bildes hatte bei einer Auktion im Jahr 2009 in London einen Preis von 2,3 Millionen Pfund erzielt. Götz Valien erklärte, es gehe ihm als ausführemdem Maler bei dem Rechtsstreit nicht um finanzielle Interessen; die Nachlassverwalter von Kippenberger kündigten an, in Berufung zu gehen.

## Zitate
„Wer versucht hat Dantes ,Göttliche Komödie' zu lesen […], wird die Erfahrung gemacht haben, dass die Hölle und das Fegefeuer weit kurzweiligere Plätze sind als das Paradies. Nicht nur in diesem Sinne ist die Paris Bar die Hölle unter den Kneipen Berlins.“

„Man geht dorthin um dieses Café zu bewundern, das das Prinzip der Colombe d`Or in Saint-Paul de Vence oder der Kronenhalle in Zürich mit dem Spott und der Selbstironie der den Planeten überflutenden Punkbbewegung verbindet. Das Punkflair wird sich nie ganz aus der Paris Bar verflüchtigen – eine Persistenz, die Rätsel aufgibt, aber wohl in der Persönlichkeit von Michel Würthle zu finden ist.“

„Die Paris Bar ist eine Institution, es ist das Restaurant der Westberliner Boheme […]. Kunst, Kultur, Politik und alles, was irgendwie dazugehört, findet hier im günstigsten Fall einen Tisch. Die Bar ist etwas französisch angehaucht, mit großartiger Kunst an der Wand, […] tollem Personal, gutem Essen, immer ist sie ein Garant für einen gelungenen Abend!“